# 映画評論
映画評論（えいがひょうろん、英語：film criticism）とは、映画を分析し、評論（批評）する事。

## 概要
ティモシー・コーリガンは、映画批評(The Movie Review )と理論的なエッセイ(The Theoretical Essay )という用語を用いて、次のように説明している。映画批評(The Movie Review )は、一般によく知られている映画分析の一つで、通常、できるだけ多くの観客や、映画について特別な知識を持たない読み手が対象となる。対して、特定の映画や、映画史、及び映画に関する文献などの多くの知識をもつ読者に対して、映画の表現について何が他の映画と違うのか、また他の芸術との共通点を主張して、より大きく複雑な構造と、その理解方法を明らかにすることを目指しているのが理論的なエッセイ(The Theoretical Essay )だという。

### 日本マスメディアの論調
日本のマスメディアにおいては、印象批評的な文章が映画評論として扱われている事がしばしば見受けられるが、実際、感想文や批判ではなく、映画をどう評論していくかはかなりの修練が必要とされる。基本は数多くの映画を注意深く鑑賞する事に始まるが、そこから先の方法論となると、多種多様である。「第七芸術」である映画は文芸評論や美学とも違い、映像（動画）、音声も含めた総合的な評論が必要だが、一面的な捉え方からの評論や流行している評論の流用、単なる批判で終わっていることがある。

## 映画評論の歴史

### 前史
映画評論の歴史はサイレント初期にまで遡る。ヨーロッパではその頃から映画を美学的考察の対象とした人々がおり、詩人で映画脚本も書いたベラ・バラージュ、美学者ルドルフ・アルンハイムなどが出た。これより少し遅れるが、日本では今村太平がこの傾向の代表者である。第二次世界大戦前のこの段階では、映画学と映画評論は現在ほど大きく分離していた訳ではない。より正確に言えば、学問としての「映画学」は公式には存在せず、他分野の研究者や在野の研究者が映画評論家を兼ねる部分が大きかった。ともあれ、これらの映画美学的著書の数々は、現在に至るまで映画学における映画理論の最重要文献と見なされている。

### 作家主義
現在の映画評論に最も大きな影響を与えたのは、1950年代後半から1960年代初頭にかけてのフランスに現れた「作家主義」という考え方である。映画監督アレクサンドル・アストリュックの「カメラ万年筆論」に始まり、評論家アンドレ・バザンがそれを代表した。この考えによれば、映画は監督や脚本家の思想を体現した「作品」であり、それはエイゼンシュテインの映画であってもヒッチコックの映画であっても同じことである。これ以前にも、映画を監督や脚本家の「作品」として捉える見方がなかった訳ではないが、「作家主義」はヌーヴェル・ヴァーグという創作上の運動を生み出し、それと連動していたために、国外への影響力が大きかった。「作家主義」的な立場からは厳密な評論の方法論は生まれえず、その亜流達は原始的な印象評論に退行した。

### 記号学
1960年代半ば以降、その反動として個々の映画の価値判断をしない映画記号学という方法論が映画学界を席巻することになった。言語学的モデルに支えられたこの方法論は評論との共通点をほとんど持っておらず、映画学を学問として成立させることはできても、映画評論に影響を与えることはできなかった。1970年代に入り、精神分析学的映画記号学の出現は事態を更に紛糾させた。そこに至って方法論の厳密さすら失われ、映画学はますます蛸壺化したからである。映画評論と映画学の不幸な分離をもたらしたこの状況は、1980年代まで続く。

### 物語論
1980年代以降、映画学の中で、個々の作品の意味を作者（監督）の意図やスタイルとも関連付けながら、分析・解釈してゆく動きが見られた。映画研究への物語論（ナラトロジー）の応用、ポストモダニズム的な現代の文化状況における「イデオロギー装置」としての映画の研究が、必然的にそのような動きをもたらしたと言えよう。主に英語圏で行われたこれらの研究の成果は、日本の映画評論には十分に反映されていない。一方で、各国で映画史的な研究が評論家によって精力的に行われていた。映画史は厳密な方法論を要求しなかったからである。

## 方法論の必要性
映画評論に方法論が必要かどうかという問題は、評論家の良心が記述の客観性と明快さ、作品分析の厳密さを求めるかどうかという問題でもある。評論家が映画文化の担い手としての社会的責任を果たすためには、自らにそのような戒律を課すことも必要であろう。その意味で、第二次大戦以前の古典的な映画理論家達に学ぶべき事は多い。
旧態依然の評論が多かったが、ビデオテープやレーザーディスク、DVD、Blu-ray Discなどの記録メディアの出現によって、より多くの人が評論できるインターネット環境や映画評サイトも揃い、例えば、ロジャー・イーバートのようにネット上に評論を出している専門家も出てきた。中には映画館で見ないで評論する人も増えている。同時に、「Rotten Tomatoes」のように集団で評論をしあい、集計することも可能になってきた。
作り手もフランソワ・トリュフォーの『ある映画の物語』（『華氏451』撮影日記）や『アメリカの夜』、トリュフォーとアルフレッド・ヒッチコックの『定本 映画術』、伊丹十三の『「お葬式」日記』や多くのメイキング映画などのように撮影の方法論について明らかにすることも増えてきた。
作り手側の意見としては、『月刊シナリオ』2009年8月号において同誌代表者である浦崎浩實が言及している。映画評論家・石上三登志の「ミステリマガジン」連載記事の文章について、「悪文に閉口」「手柄話を連ね、読む方が赤面」「何ものをも生産しない（生産できない）批評家なるものは悲しい。自分で自分の力を吹聴してプライドを維持するのか」と断罪した上で、「今、映画批評家たちは、ご飯粒どころか、テーブルから落ちたパンくずに群がっているようなものではなかろうか？飛躍するようだが、批評の自律性がほぼ完全に失われている、ように思える」と厳しい指摘を行っている。黒澤明の口癖は「伝えたいメッセージがあるなら、看板でも作って繁華街を練り歩くことだ」だった。